# République des Enfants
Pour l’article homonyme, voir République des enfants.
La República de los Niños (traduit par « République des Enfants ») est un parc à thème situé à La Plata, dans la province de Buenos Aires, en Argentine. Le parc à thème, aussi connu comme la « Ville des Enfants », représente une ville (proportionnellement à la taille pour les enfants) avec toutes ses institutions : le parlement, la maison du gouvernement, le palais de justice, l'église, le port, le théâtre, l'aéroport, les restaurants, les hôtels, etc.

## Création
La République des Enfants a été construit par la fondation Eva Perón sur 130 acres (53 ha) pris sur l'ancien parcours de golf Swift Golf Club. Le parc a officiellement ouvert ses portes le 26 novembre 1951, lors d'une cérémonie présidée par le président Juan Perón. Eva Perón n'a pas pu participer à la cérémonie en raison de son cancer qui l'a emportée quelques mois plus tard.

## Le parc à thèmes
La République des Enfants est construite sur un terrain de 52 hectares. À l'intérieur, les enfants peuvent explorer les différentes caractéristiques géographiques, les paysages naturels, la campagne et la ville. Il comprend un complet de la ville avec toutes ses institutions et de ses centres. Les bâtiments reprennent différents styles architecturaux, tels que l'architecture mauresque ou le style néo-gothique.
Une voie de chemin de fer de type voie étroite de 600 mm traverse le parc.
La banque municipale est une copie du palais des Doges à Venise, tandis que le palais de la culture a été inspiré par le Taj Mahal à Agra. Ce dernier bâtiment héberge le musée de la poupée de Carlos Moneo Sáenz. La chapelle comporte de larges toits-terrasses inspirés par l'architecture normande, ainsi qu'un balcon et des clochers. Un aquarium est également présent dans le parc.
Le parc a été conçu à la fois pour les loisirs pour les enfants, et pour leur instruction dans l'éthique républicaine. Autour de la Plaza de las Americas est l'organe législatif, inspiré par le parlement britannique, qui abrite l'enceinte de la chambre des députés et sénateurs du gouvernement de la République pour enfants ; ce corps est élu à partir de groupes d'étudiants locaux. Une fois par an à la date anniversaire de la fondation de la République, les membres du conseil municipal de la ville de s'engager dans une session spéciale.

## Disneyland et la République des Enfants
Selon le site officiel de la République des Enfants, Walt Disney a visité le parc en 1953 et, « surpris par la beauté, s'en est inspiré pour construire Disneyland »,.